# Hüttschlag
Hüttschlag – gmina w Austrii, w kraju związkowym Salzburg, w powiecie St. Johann im Pongau. Według Austriackiego Urzędu Statystycznego liczyła 887 mieszkańców (1 stycznia 2015).

## Współpraca
Miejscowość partnerska:
- Borken (Hessen), Niemcy